# Basaltowe
Basaltowe (ukrainisch Базальтове; russisch Базальтовое Basaltowoje, polnisch Janowa Dolina) ist ein Dorf im Zentrum der ukrainischen Oblast Riwne mit etwa 500 Einwohnern (2001).
Im Dorf kam es Karfreitag 1943 zum Massaker von Janowa Dolina an polnischen Zivilisten durch die Ukrainische Aufständische Armee (UPA).

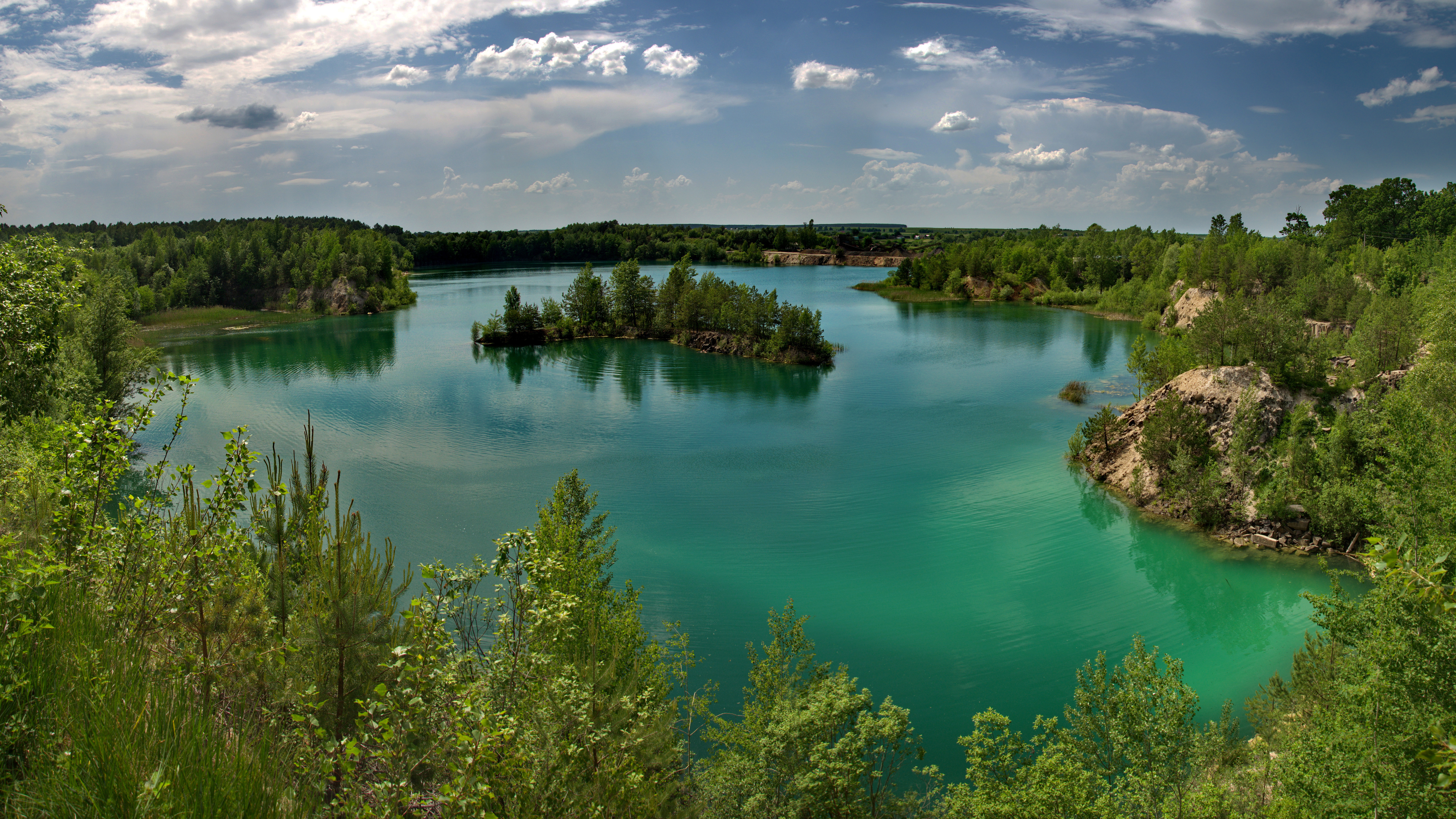
Basaltsee beim Dorf

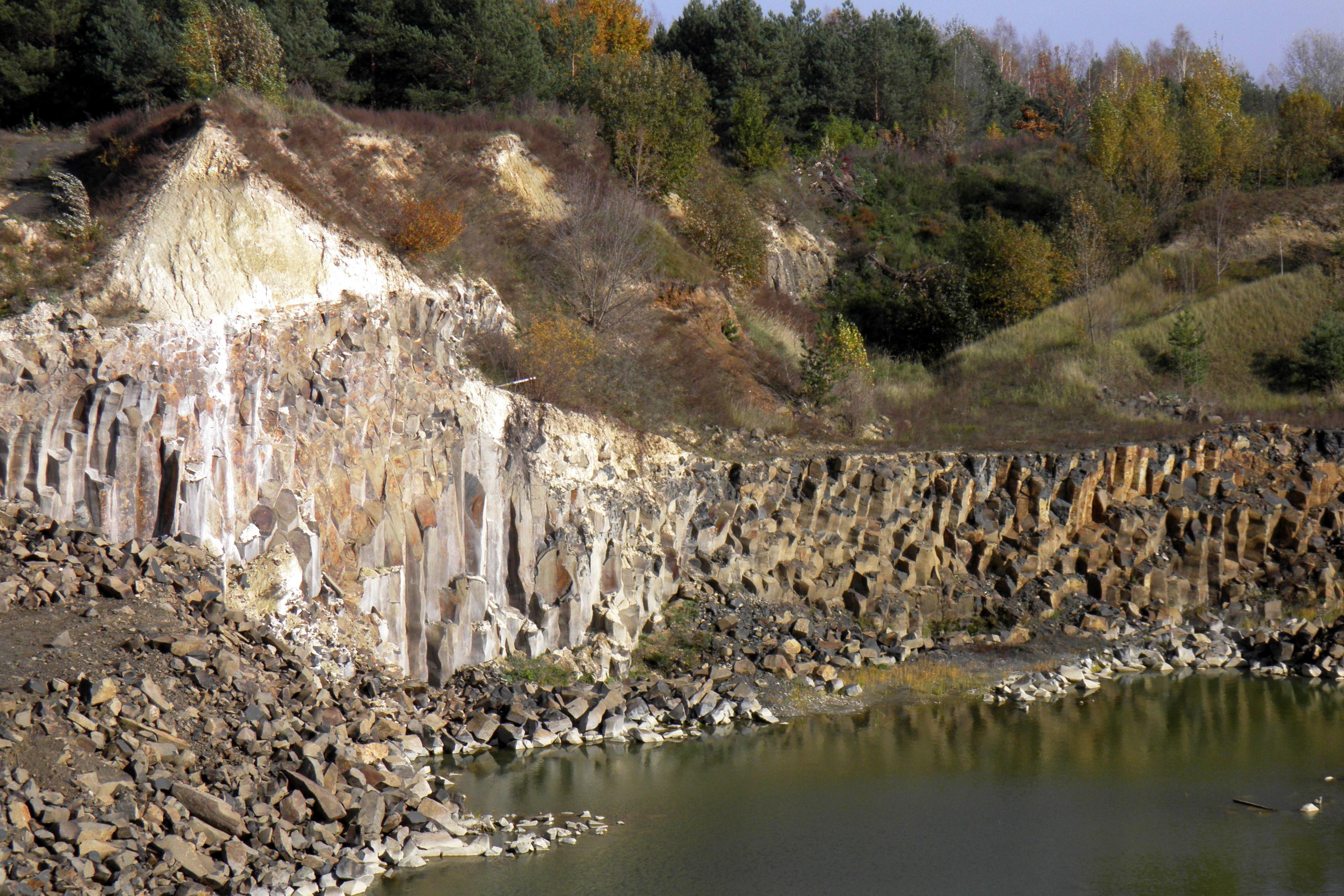
Naturdenkmal „Basaltsäulen“

## Geografische Lage
Die Ortschaft liegt auf einer Höhe von 184 m am rechten Ufer der Horyn, einem 659 km langen, rechten Nebenfluss des Prypjat, 7 km nordwestlich vom Gemeindezentrum Holowyn, 17 km westlich vom ehemaligen Rajonzentrum Kostopil und 47 km nördlich vom Oblastzentrum Riwne.
Der 9–15 m tiefe Basaltsee, der 1903 aus einem überfluteten Steinbruch entstanden ist, gehört zu den malerischsten Seen der Oblast Riwne und zieht jedes Jahr hunderte von Touristen an. Ebenfalls beim Dorf befindet sich das 1972 unter staatlichen Schutz gestellte und als eines der Sieben Naturwunder der Ukraine nominierte Naturdenkmal von lokaler Bedeutung, Geologische Reservat „Basaltsäulen“.
Zum auf dem gegenüberliegenden Ufer der Horyn liegenden Dorf Slasne und der dort verlaufenden Territorialstraße T–18–17 gelangt man über eine Brücke im Norden der Ortschaft.

## Verwaltungsgliederung
Am 12. Juni 2020 wurde das Dorf ein Teil neu gegründeten Landgemeinde Holowyn; bis dahin gehörte es zur Landratsgemeinde Holowyn im Zentrum des im Rajons Kostopil.
Am 17. Juli 2020 wurde der Ort ein Teil des Rajons Riwne.

## Geschichte
Auf dem Gebiet des Dorfes wird seit 1861 Basalt abgebaut. Außerdem finden sich hier Edelsteinmineralien wie Achat und Amethyst.

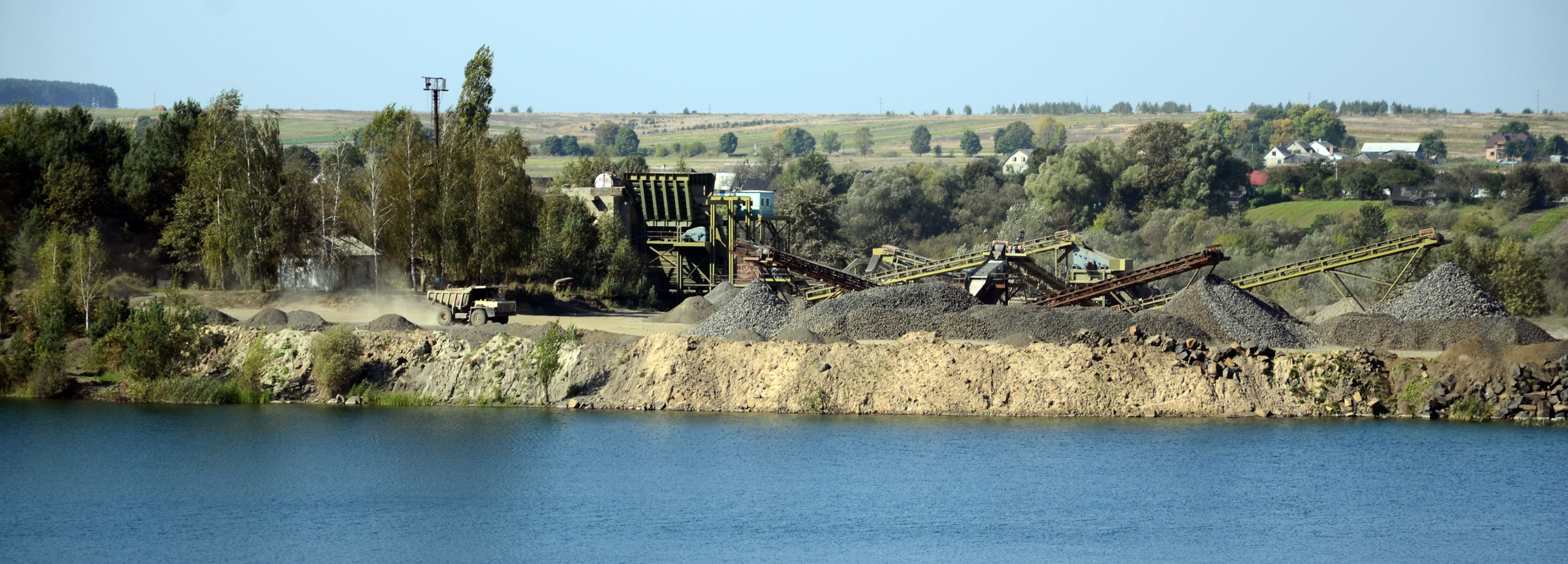
Basaltsteinbruch beim Dorf

Vor dem Ersten Weltkrieg lag das Gemeindegebiet im Gouvernement Wolhynien des Russischen Kaiserreiches und kam in Folge des Polnisch-Sowjetischen Krieges an die Woiwodschaft Wolhynien der Zweiten Polnischen Republik. Das Dorf wurde 1928 als Fabrikgut gegründet, um die vorhandenen Basaltvorkommen abbauen zu können. Seinen Namen erhielt die Ortschaft vom Janowa-Dolina-Wald, der sich hier am Ufer der Horyn befand und, gemäß Quellen, nach dem polnischen König Jan II. Kasimir benannt war, der hier oft auf Jagd ging. In den 1930er Jahren wurde mit Janowa Dolina eine Modellsiedlung errichtet, um den Bedürfnissen einer Arbeitsgemeinschaft gerecht zu werden. In der Nähe der Basaltsteinbrüche war sie großzügig angelegt und bot ihren Bewohnern alle von Arbeitern benötige Einrichtungen. Darunter befand sich unter anderem eine Schule, ein Krankenhaus, ein Hotel sowie eine Kapelle. Sie war voll elektrifiziert und besaß eine Wasserversorgung und ein Abwassersystem. Zu Beginn der 1930er Jahre hatte der Steinbruch 1200 Mitarbeiter. In dem Tagebau arbeiteten eine große Anzahl von Einheimischen sowie Spezialisten aus Zentral- und Südpolen und insbesondere aus Oberschlesien. Kurz vor dem Ausbruch des Zweiten Weltkriegs lebten etwa 4.500 Einwohner im Dorf, darunter 97 % Polen. (eine weitere Quelle nennt 2000 Bewohner, davon 80 % Polen) Im September 1939 besetzten sowjetische Truppen das Gebiet von Janowa Dolina, bis es im Sommer 1941 von Deutschland okkupiert und dem Reichskommissariat Ukraine (Generalbezirk Wolhynien und Podolien) angeschlossen wurde.

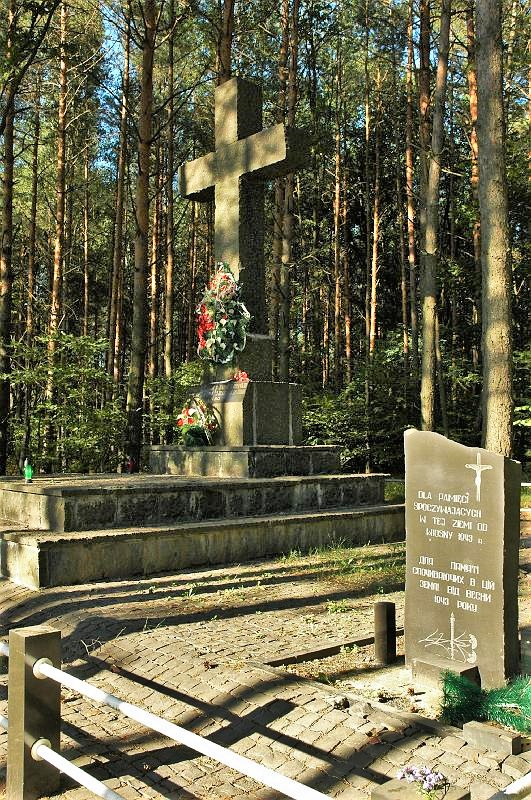
Denkmal für die ermordeten Polen im Dorf

Da es während der deutschen Besatzung in Janowa Dolina ein Lager für sowjetische Kriegsgefangene gab und eine Einheit litauischer oder deutscher Soldaten im Dorf stationiert wurde, war die Siedlung ein Unterschlupf für die vom Terror nationalistischer Ukrainer betroffenen polnischen Bewohner aus benachbarten Ortschaften. In der Nacht vom 22. auf den 23. April 1943 (Karfreitag) fand im Dorf das Massaker von Janowa Dolina, die erste Massenvernichtung der polnischen zivilen Bevölkerung in der Anfangszeit der Massaker in Wolhynien durch die Ukrainische Aufständische Armee (UPA) statt. Unter dem Kommando von Iwan Lytwyntschuk „Dubowyj“ (ukrainisch: Іван Самійлович Литвинчук, polnisch: Iwan Łytwynczuk) brannte die UPA das Dorf nieder und ermordete etwa 600 der polnischen Bewohner. Die wenigen Soldaten der Heimatarmee sowie die anwesenden Wehrmachtssoldaten leisteten während des Angriffs lediglich schwachen Widerstand und verbrachten nach diesem die überlebenden Polen nach Kostopil.
Nach dem Krieg wurde das nun in der Ukrainischen SSR innerhalb der Sowjetunion gelegene Dorf wieder aufgebaut und in Basaltowe umbenannt. Nach dem Zerfall der Sowjetunion 1991 wurde das Dorf Bestandteil der unabhängig gewordenen Ukraine.